# Trocholejeunea infuscata
Trocholejeunea infuscata là một loài Rêu trong họ Lejeuneaceae. Loài này được (Mitt.) Verd. mô tả khoa học đầu tiên năm 1934.